# Vegyértékelektronpár-taszítási elmélet

A vízmolekula példája a V alakú elrendeződésre. Az ábra jelöli a párosítatlan elektronokat, a kötéseket és a kötésszögeket.

A vegyértékelektronpár-taszítási elmélet (angol betűszóval VSEPR-elmélet) egy modell a kémia területén, amely segít előre jelezni az egyes molekulák geometriáját a központi atomjaikat körülvevő elektronpárok alapján. Gillespie–Nyholm-elméletnek is nevezik az elmélet két fő kidolgozója, Ronald Gillespie és Ronald Nyholm után.
Az elmélet legfontosabb tétele, hogy az adott atom körüli vegyértékelektron-pár tagjai egymás kölcsönös taszítása miatt úgy rendeződnek el, hogy minimalizálják ezt a taszító hatást. Ebből következik, hogy a molekula energiája csökken, stabilitása pedig nő, ez pedig nagyban meghatározza a molekuláris geometriát. Gillespie hangsúlyozta, hogy a molekuláris geometria meghatározásához fontosabb a Pauli-elvből adódó elektron-elektron taszítás, mint az elektrosztatikus taszítás.
Az elmélet inkább a megfigyelhető elektronsűrűségen alapul, mintsem a matematikai hullámfüggvényeken, ezért független a pályák hibridizációjától, bár ezen utóbbi elmélet fókuszában is a molekulák alakja áll.

## Története
Az ötletet, hogy korreláció van a molekuláris geometria és a vegyértékelektron-párok között, eredetileg Ryutaro Tsuchida vetette fel 1939-ben, Japánban, de később, ettől függetlenül egy Bakeri Előadás során Nevil Sidgwick és Herbert Powell is a nyilvánosság elé tárta.
1957-ben Ronald Gillespie és Ronald Sydney Nyholm tovább finomította ezt a koncepciót egy részletesebb elméletté, amely már megadta a különböző alternatív geometriák közüli választás lehetőségét.
Az utóbbi időkben a teóriát több kritika is érte, melyek szerint a tudományos pontosság és a pedagógiai értékek szempontjából az elmélet már idejétmúltnak számít. A kritikák egyik tárgya, hogy a vízmolekula és a karbonilvegyületek egyenértékű, nemkötő elektronpárjai alapvető különbségeket hagynak figyelmen kívül a molekulapályák és az ezeknek megfelelő természetes kötőpályák szimmetriájában, mely különbségek esetenként fontosak lehetnek kémiailag. Ezen felül pedig kevés kísérleti és számításalapú bizonyíték van arra nézvést, hogy a nemkötő elektronpárok „nagyobbak” lennének a kötő párjaiknál.
Felmerült az az elgondolás is, hogy a Bent-szabály (mely egy egyszerű modell a molekuláris szerkezet leírására) alkalmas lenne a vegyértékelektronpár-taszítási elmélet kiváltására.
Mindezek ellenére a VSEPR-elmélet jól írja le az egyszerűbb molekulák alapvető strukturális és elektroneloszlási tulajdonságait, és a legtöbb helyen az egyetemi képzések során továbbra is tanítják.

## AXE módszer
Az elmélet alkalmazásához az elektronokat általában az „AXE-módszer” szerint számolják. A központi atom körül az elektronpárokat az AXnEm képlettel jelölik, ahol A a központi atom, és mindig 1-es indexszel szerepel. X az egyes ligandumokat (az A-hoz kapcsolódó atomokat), E pedig a központi atom nemkötő elektronpárjait jelöli. Az X-ek és E-k számának összege (n + m) a sztérikus szám. Az AX3E2 molekulában például az A atom sztérikus száma 5.
A sztérikus szám, valamint X és E értékeinek függvényében az elmélet az alábbi táblázat szerinti térszerkezeteket jósolja. Megjegyzendő, hogy a térszerkezet neve csak az atomok, és nem az elektronok elrendeződését tükrözi – így például az AX2E1 V-alakja azt jelenti, hogy az AX2 három atomja nem egy egyenesre esik.
| Sztérikus szám | A molekula térszerkezete 0 nemkötő pár          | A molekula térszerkezete 1 nemkötő pár | A molekula térszerkezete 2 nemkötő pár | A molekula térszerkezete 3 nemkötő pár |
| -------------- | ----------------------------------------------- | -------------------------------------- | -------------------------------------- | -------------------------------------- |
| 2              | lineáris (CO2)                                  |                                        |                                        |                                        |
| 3              | sikháromszöges (BCl3)                           | V alakú (SO2)                          |                                        |                                        |
| 4              | tetraéderes (CH4)                               | trigonális piramisos (NH3)             | V alakú (H2O)                          |                                        |
| 5              | trigonális bipiramisos (PCl5)                   | „mérleghinta” alakú (SF4)              | T alakú (ClF3)                         | lineáris (I−3)                         |
| 6              | oktaéderes (SF6)                                | tetragonális piramisos (BrF5)          | síknégyszöges (XeF4)                   |                                        |
| 7              | pentagonális bipiramisos (IF7)                  | pentagonális piramisos (XeOF−5)        | síkötszöges (XeF−5)                    |                                        |
| 8              | négyzetes antiprizmás (TaF3−8)                  |                                        |                                        |                                        |
| 9              | háromszorosan fedett trigonális prizma (ReH2−9) |                                        |                                        |                                        |

| Molekula típusa | Térszerkezet                           | Elektronok elrendeződése (beleértve a halványsárgával jelölt nemkötő elektronpárokat is) | Elektronok elrendeződése (nemkötő párok nélkül) | Példák                         |
| --------------- | -------------------------------------- | ---------------------------------------------------------------------------------------- | ----------------------------------------------- | ------------------------------ |
| AX2E0           | lineáris                               |                                                                                          |                                                 | BeCl2, HgCl2, CO2              |
| AX2E1           | V alakú                                |                                                                                          |                                                 | NO−2, SO2, O3, CCl2            |
| AX2E2           | V alakú                                |                                                                                          |                                                 | H2O, OF2                       |
| AX2E3           | lineáris                               |                                                                                          |                                                 | XeF2, I−3, XeCl2               |
| AX3E0           | síkháromszöges                         |                                                                                          |                                                 | BF3, CO2−3, NO−3, SO3          |
| AX3E1           | trigonális piramisos                   |                                                                                          |                                                 | NH3, PCl3                      |
| AX3E2           | T alakú                                |                                                                                          |                                                 | ClF3, BrF3                     |
| AX4E0           | tetraéderes                            |                                                                                          |                                                 | CH4, PO3−4, SO2−4, ClO−4, XeO4 |
| AX4E1           | mérleghinta vagy diszfenoidos          |                                                                                          |                                                 | SF4                            |
| AX4E2           | síknégyszöges                          |                                                                                          |                                                 | XeF4                           |
| AX5E0           | trigonális bipiramisos                 |                                                                                          |                                                 | PCl5                           |
| AX5E1           | tetragonális piramisos                 |                                                                                          |                                                 | ClF5, BrF5, XeOF4              |
| AX5E2           | síkötszöges                            |                                                                                          |                                                 | XeF−5                          |
| AX6E0           | oktaéderes                             |                                                                                          |                                                 | SF6, WCl6                      |
| AX6E1           | pentagonális piramisos                 |                                                                                          |                                                 | XeOF−5, IOF2−5                 |
| AX7E0           | pentagonális bipiramisos               |                                                                                          |                                                 | IF7                            |
| AX8E0           | négyzetes antiprizmás                  |                                                                                          |                                                 | IF−8, ZrF4−8, ReF−8            |
| AX9E0           | háromszorosan fedett trigonális prizma |                                                                                          |                                                 | ReH2−9                         |

Ha a(z A) központi atomhoz különböző (X) atom(ok) kapcsolódnak, akkor is közelítőleg a fenti térszerkezet érvényes, de a kötésszögek ilyenkor némileg eltérhetnek attól, mint amikor a kapcsolódó atomok azonosak. Például az alkének – mint a C2H4 – kettős kötésű szénatomja AX3E0 típusú, de a kötésszögek nem pontosan 120°-osak. Hasonló az AX3E1 szerkezetű SOCl2 esete is: mivel az X szubsztituensek nem egyformák, az X−A−X szögek sem mind egyenlőek.

## Fordítás
Ez a szócikk részben vagy egészben  a   VSEPR theory című angol Wikipédia-szócikk ezen változatának fordításán alapul.  Az eredeti cikk szerkesztőit annak laptörténete sorolja fel. Ez a jelzés csupán a megfogalmazás eredetét és a szerzői jogokat jelzi, nem szolgál a cikkben szereplő információk forrásmegjelöléseként.